# سیات تانگو
سیات تانگو، (به اسپانیایی: SEAT Tango) خودرویی است که در سال‌ ۲۰۰۱ توسط شرکت خودروسازی سیات تولید شده‌است. طراحی آن موتور جلو بوده ‌است و سیستم جعبه‌دندهٔ آن ۶ دنده به صورت دستی می‌باشد.